# Hermano (película)
Hermano es una película venezolana de drama del 2010 dirigida por Marcel Rasquin, producida por Enrique Aular y presentada por A&B.
Fue galardonada como la mejor película en la trigésima segunda edición del Festival de Cine de Moscú, y fue la propuesta venezolana para competir para el Óscar a la mejor película extranjera, aunque no fue nominada.

## Argumento
Dos hermanos, Daniel y Julio, luchan por salir adelante a través de su deporte favorito, el fútbol, mientras viven el día a día en medio de la violencia y la pobreza en un peligroso barrio de Caracas. Daniel (Fernando Moreno), es un delantero excepcional, un fenómeno con el balón. Julio (Eliú Armas), el mayor, es el capitán de su equipo, un líder nato. 
Son hermanos de crianza. Daniel desea con todas sus fuerzas jugar a nivel profesional mientras Julio mantiene a la familia con dinero sucio: no tiene tiempo de soñar. La oportunidad de sus vidas llega cuando un cazatalentos los invita a unas pruebas en el famoso equipo de la ciudad: el Caracas Fútbol Club.
Pero una tragedia golpea a la familia, la madre de ambos, muere en una balacera. Es cuando ambos deben decidir definitivamente que es más importante para ellos: la unión de la familia, la venganza, o alcanzar el sueño de sus vidas.

## Reseña
Dos caminos que parten desde un mismo punto, pero paralelos se van alejando uno del otro, así es la conmovedora historia de dos jóvenes, que encarnan las historias y vivencias de miles de venezolanos que aspiran tener una oportunidad de brillar en el mundo con un balón en sus pies, Gato y Júlio, son el ejemplo vivo de los jóvenes venezolanos que ven en el fútbol una opción para escapar de la violencia y desidia que los rodea, lamentablemente podemos observar que no todos poseen la fuerza y la voluntad para alejarse del camino fácil. 
Una madre soltera y luchadora, que trata a toda costa de persuadir a sus hijos de la mala vida en su barrio, termina siendo asesinada, es aquí dónde hay un punto de quiebre y se hace semejanza a la capacidad que pueden tener los jóvenes para seguir caminando correctamente ante la injusticia, sin girar y doblar su camino por la sed de venganza.
El productor y director Marcel Rasquín, lejos de la propulsión de las grandes producciones, con Hermano consigue para nosotros no sólo detalles encontrados y reflexivos, además nos regala pinceladas que iluminan nuestro espíritu, referencias invisibles que aun viendo lo que muestra en pantalla consigue que te sientas optimista, Hermano es el tejido de las relaciones entre estos dos personajes, la importancia sobre todas las cosas que se dan al amarse y al perdonarse, es lo que seduce, de esta película. La trama es conmovedora no porque muera la madre de los jóvenes, no porque Gato sea asesinado y no pueda cumplir su sueño de jugar en el Caracas Fútbol Club y la selección de fútbol venezolana, es conmovedora porque representa el sentir de una nación futbolera, de una pasión que es vista como locura por parte de los que no sienten este deporte como parte elemental de la vida, es mágica porque refleja los sueños y la garra de los chamos de los barrios, de los pueblos, de las urbanizaciones, de las diferentes sociedades, todos divididos en estratos, pero unidos por un color llamado Vinotinto.

## Elenco
- Eliú Armas - Julio
- Fernando Moreno Chávez - Daniel
- Beto Benites - Morocho
- Gonzalo Cubero - Roberto
- Marcela Girón - Graciela
- Jackson Gutiérrez - Malandro
- Gabriel Rojas - Eliecer
- Alí Rondón - Max
- Anthony Rivas - jugador

## Recepción
La película ha sido aclamada a nivel mundial desde su presentación en el Festival de cine en Moscú, dónde recibió tres premios incluyendo el premio dado por el público.
La recaudación en Estados Unidos fue de $29.828 dólares como total, mientras en Venezuela con dos semanas en cartelera recaudo $472.528 dólares sin ser el total; aunque lo recaudado oficialmente en todos los países fue de $1.610.864.
Fue seleccionado para el festival de Shanghái y también fue galardonada en el 14.º Festival Internacional de Cine en Los Ángeles y en el Public Choice Award, todos en el año 2010.

### Crítica
La película recibió críticas regulares y positivas. En IMDb recibió una puntuación de 7,4/10 de críticas positivas a base de más de 2040 votos, en FilmAffanity 6,6/10 de críticas positivas a base de 680 votos. Mientras en Rotten Tomatoes recibió 6.1/10 en su calificación promedio, con 54% en el Tomatometer de críticas positivas, y 4.1/5 en opinión de audiencia audiencia.

## Premios
| Año  | Asociación                                    | Categoría                                                                 | Resultado |
| ---- | --------------------------------------------- | ------------------------------------------------------------------------- | --------- |
| 2010 | Festival de Cine de La Habana                 | Mejor película                                                            | Ganador   |
| 2010 | Festival de Cine Iberoamericano de Huelva     | Mejor película                                                            | Ganador   |
| 2010 | Festival Internacional de Cine en Los Ángeles | Mejor película                                                            | Ganador   |
| 2010 | Festival de Cine de Moscú                     | Premio de la Crítica Premio del Público San Jorge de Oro (Mejor Película) | Ganador   |
| 2010 | Festival Internacional de Cine de São Paulo   | Mejor película                                                            | Candidato |
| 2010 | Festival de Cine de Viña del Mar              | Mejor película                                                            | Candidato |
| 2010 | The Public Choice Award                       | George de Oro                                                             | Ganador   |
| 2010 | Festival de Cine de Shagai                    |                                                                           | Candidato |
| 2011 | Festival de Cine Latinoamericano de Lima      | Premio del Público                                                        | Ganador   |
| 2011 | Muestra de Cine Latinoamericano de Cataluña   | Premio del Público                                                        | Ganador   |
| 2012 | Festival Internacional de Cine de Lumen       | Mejor Largometraje                                                        | Candidato |
| 2013 | Premios ACE                                   | Mejor Actor (Fernando Moreno)                                             | Ganador   |